# Sphinctanthus polycarpus
Sphinctanthus polycarpus är en måreväxtart som först beskrevs av Gustav Karl Wilhelm Hermann Karsten, och fick sitt nu gällande namn av Joseph Dalton Hooker. Sphinctanthus polycarpus ingår i släktet Sphinctanthus och familjen måreväxter. Inga underarter finns listade i Catalogue of Life.